# جلال شمس الدين بن حسن
سيدنا جلال شمس الدين بن حسن (تُوفي في 16 ربيع الآخر 975 هـ / 1568 م في أحمد آباد، في غوجارات، بالهند) كان الداعي المطلق الخامس والعشرون من فرع البهرة الداوودية من الإسلام الإسماعيلي المستعلي. كان أول داعية إسماعيلي في الهند بعد انتقال مكتب الدعوة من اليمن إلى الهند. وقد خلف الداعي الرابع والعشرون سيدنا يوسف نجم الدين بن سليمان في هذا المنصب الديني.

## الحياة
تلقى سيدنا جلال تعليمه الابتدائي على يد المولى قاسم بن المولى حسن، ثم ارتحل إلى اليمن لطلب العلم على يدي الداعيين الثالث والعشرين والرابع والعشرين، وتتلمذ على يد سيدي حسن بن نوح. وبعد عودته إلى مسقط رأسه أحمد آباد، اشترى سيدنا جلال قطعة أرض في سارنپور (وهي إحدى ضواحي أحمد آباد) من ماله الخاص، ليُبنى عليها مبنى يتسع لاجتماع جميع الأتباع. جمع كل مدخراته من تجارته المختلفة لتغطية نفقات البناء، إلا أن المبلغ لم يكن كافياً، إذ لم تغطِ أمواله الشخصية سوى نصف التكاليف. وكان مسؤولاً عن الشؤون في الهند وله حق التصرف في أموال الخزانة، لكنه رأى أنه من الأفضل ألا يستخدمها إلا بعد نيل بركة سيدنا يوسف. فتوقّف العمل في البناء لمدة نصف شهر، حتى علم مامجي، ابن الشيخ مجعل، بتوقف المشروع، فتولى بنفسه إدارة العمل وموّله حتى اكتمل.
أصبح سيدنا جلال داعيًا مُطلقًا عام 974 هـ الموافق 1567 م. إن فترة دعوته كانت بين 974-975هـ / 1567-1568م (أقل من سنة). قبل تعيينه داعيًا، كان آخر ولي للهند (داعي مطلق للبهرة الداوودية) في الهند يعمل لصالح الحركة. سيدنا جلال شمس الدين عيّن |أو أعطى نصًّا] لسيدنا داوود بن عجب شاه.

## الضريح

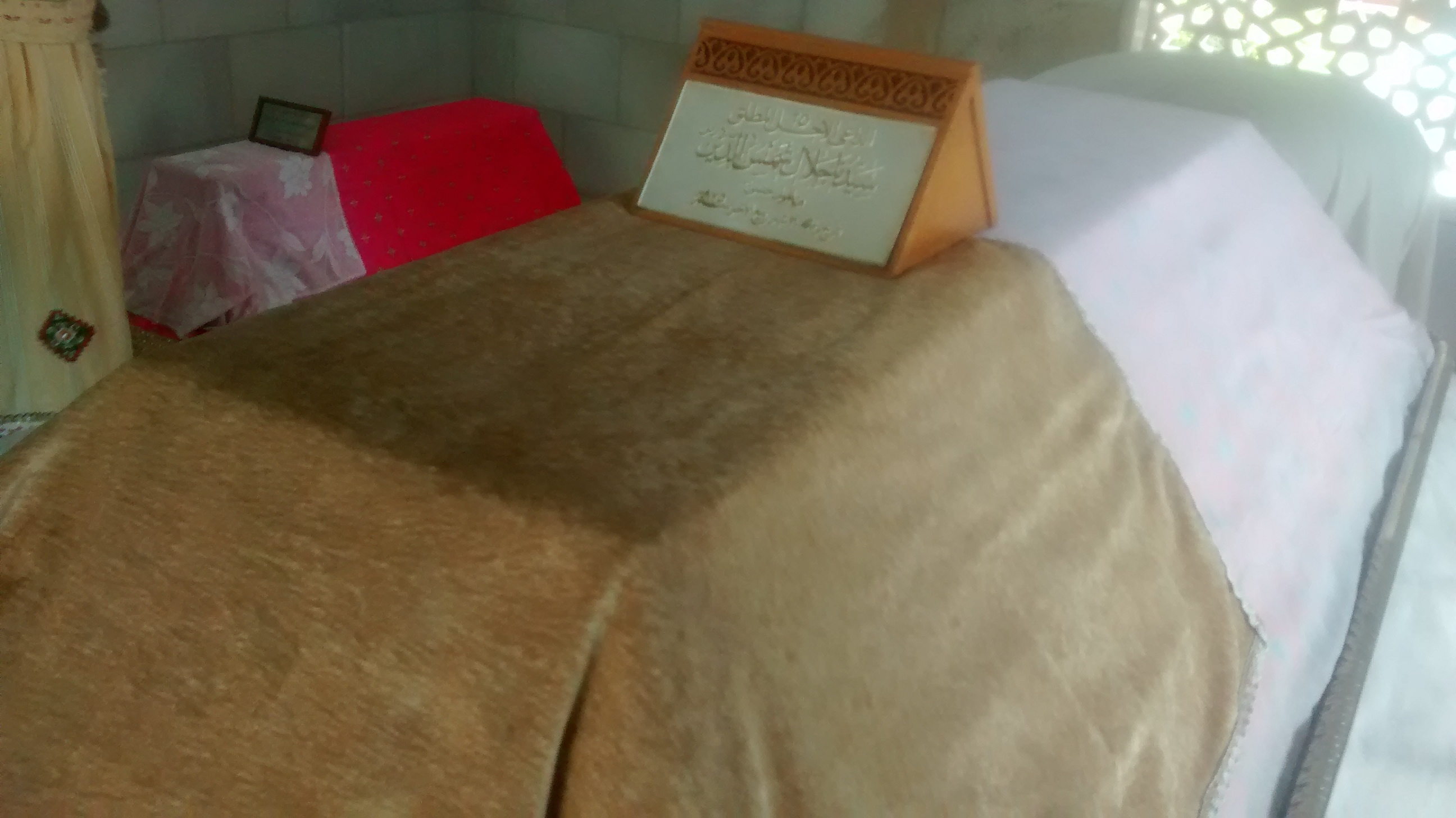
قبر سيدنا جلال في ضريحه، في أحمد آباد.

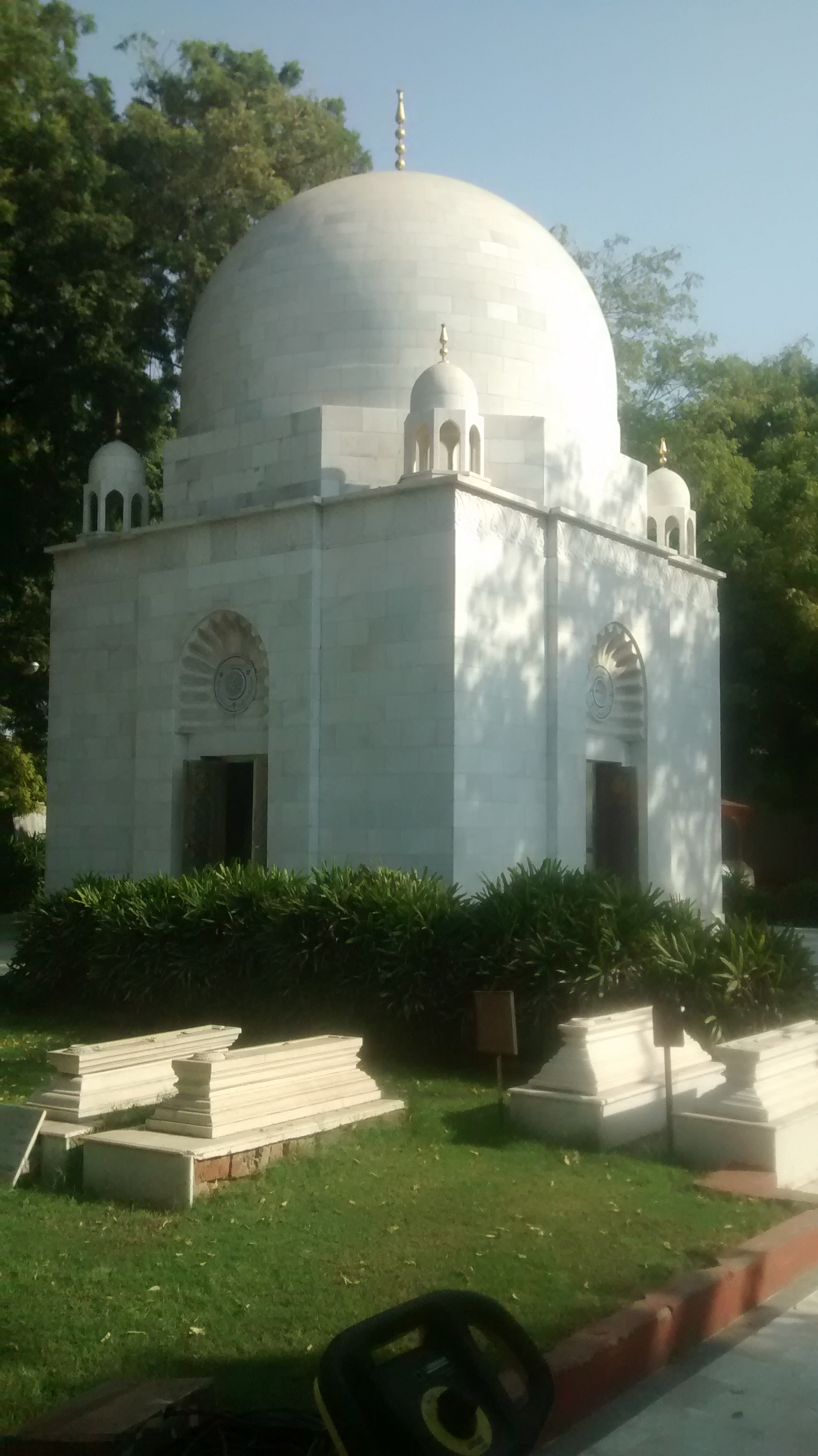
ضريح جلال شمس الدين من الخارج في أحمد آباد بالهند

إن فترة دعوة سيدنا جلال البالغة 4 أشهر هي الأقصر بين دعاة الإسماعيلية في الهند. في عام 1981، قام سيدنا محمد برهان الدين بإنشاء ضريح رخامي على قبر سيدنا جلال. اُستخلصَت النقوش الرخامية المنحوتة على نوافذ الضريح من مسجد الأقمر في القاهرة.

## قراءة إضافية
- دفتري، فرهاد، الإسماعيليون وتاريخهم وعقيدتهم (فصل -الإسماعيلية المستعلية-ص 11). 300-310)
- ليثان، يونغ، الدين، التعلم والعلم
- باخاراش، جوزيف دبليو ميري، الحضارة الإسلامية في العصور الوسطى

| ألقاب شيعيَّة                                                                        | ألقاب شيعيَّة                                           | ألقاب شيعيَّة           |
| ---------------------------------------------------------------------------------- | ----------------------------------------------------- | --------------------- |
| جلال شمس الدين بن حسن الداعي المطلق توفي: 16 ربيع الآخر 975 هـ/1568 م في أحمد آباد |                                                       |                       |
| سبقه يوسف نجم الدين بن سليمان                                                      | الداعي المطلق الخامس والعشرون 975–999 هـ/ 1568–1591 م | تبعه داوود بن عجب شاه |